# نيوتن بيتمان
نيوتن بيتمان هو سياسي أمريكي، ولد في 27 يوليو 1822 في بريدجتون في الولايات المتحدة، وتوفي في 21 أكتوبر 1897 في جاكسونفيل في الولايات المتحدة. نشط حزبياً في الحزب الجمهوري.